# Murphyarachne ymasumacae
Genre
Espèce
Murphyarachne ymasumacae, unique représentant du genre Murphyarachne, est une espèce d'araignées mygalomorphes de la famille des Theraphosidae.

## Distribution
Cette espèce est endémique de la région de Loreto au Pérou,. Elle se rencontre vers Contamana.

## Description
La femelle holotype mesure 27,7 mm.

## Systématique et taxinomie
Cette espèce a été décrite par Sherwood et Gabriel en 2022.
Ce genre a été décrit par Sherwood et Gabriel en 2022 dans les Theraphosidae.

## Étymologie
Cette espèce est nommée en l'honneur de Yma Sumac (1922–2008).
Ce genre est nommé en l'honneur de Frances (1926–1995) et John A. Murphy (1922–2021).

## Publication originale
- Sherwood & Gabriel, 2022 : « A new species and two new genera of theraphosine from Peru (Araneae: Theraphosidae). » Arachnology, vol. 19, Special Issue, p. 247-256.